# Tite
Adenor Leonardo Bacchi , bedre kendt som Tite (født 25. maj 1961 i Caxias do Sul, Brasilien) er en brasiliansk tidligere fodboldspiller og nuværende -træner, der siden 2016 har stået i spidsen for Brasiliens landshold.
Tite har en lang karriere som træner bag sig. Han har stået i spidsen for adskillige brasilianske storklubber, heriblandt Corinthians, Grêmio, Palmeiras, Internacional og Atlético Mineiro. Hans største triumfer har han fejret hos Corinthians, hvor han to gang førte klubben til det brasilianske mesterskab og desuden vandt Copa Libertadores og VM for klubhold i 2012.